# Team Lotus (2010–2011)
Team Lotus byl malajsijský závodní tým Formule 1 se sídlem ve Velké Británii, který se účastnil sezón 2010 jako Lotus Racing a 2011 jako Team Lotus. Tým byl potvrzen pro vstup do F1 dne 15. září 2009. Pro rok 2012 došlo přejmenování na Caterham F1 Team.

## Historie

### Vznik týmu
Jméno Lotus se mělo do Formule 1 vrátit v sezóně 2010 jako projekt týmu Litespeed (Formule 3), který získal povolení použít značku Lotus od Davida Hunta, majitele Team Lotus od roku 1995. Litespeedu ale místo ve Formuli 1 nebylo přiděleno. Následně na scénu přišel Tony Fernandes, v té době již jako sponzor zainteresovaný ve Formuli 1, s novým projektem podporovaným malajsijskou vládou a místní automobilkou Proton, která vlastnila i společnost Lotus Cars a díky tomu i přímou možnost využít jméno Lotus. Tentokrát měl tým nést jméno Lotus Racing. A ten už místo ve Formuli 1 získal jako jeden ze tří nových týmů.
Šéfem týmu se stal sám Tony Fernandes, technickým ředitelem Mike Gascoyne a jako sídlo týmu byl zvolen Norfolk ve Velké Británii.

### Sezóna 2010

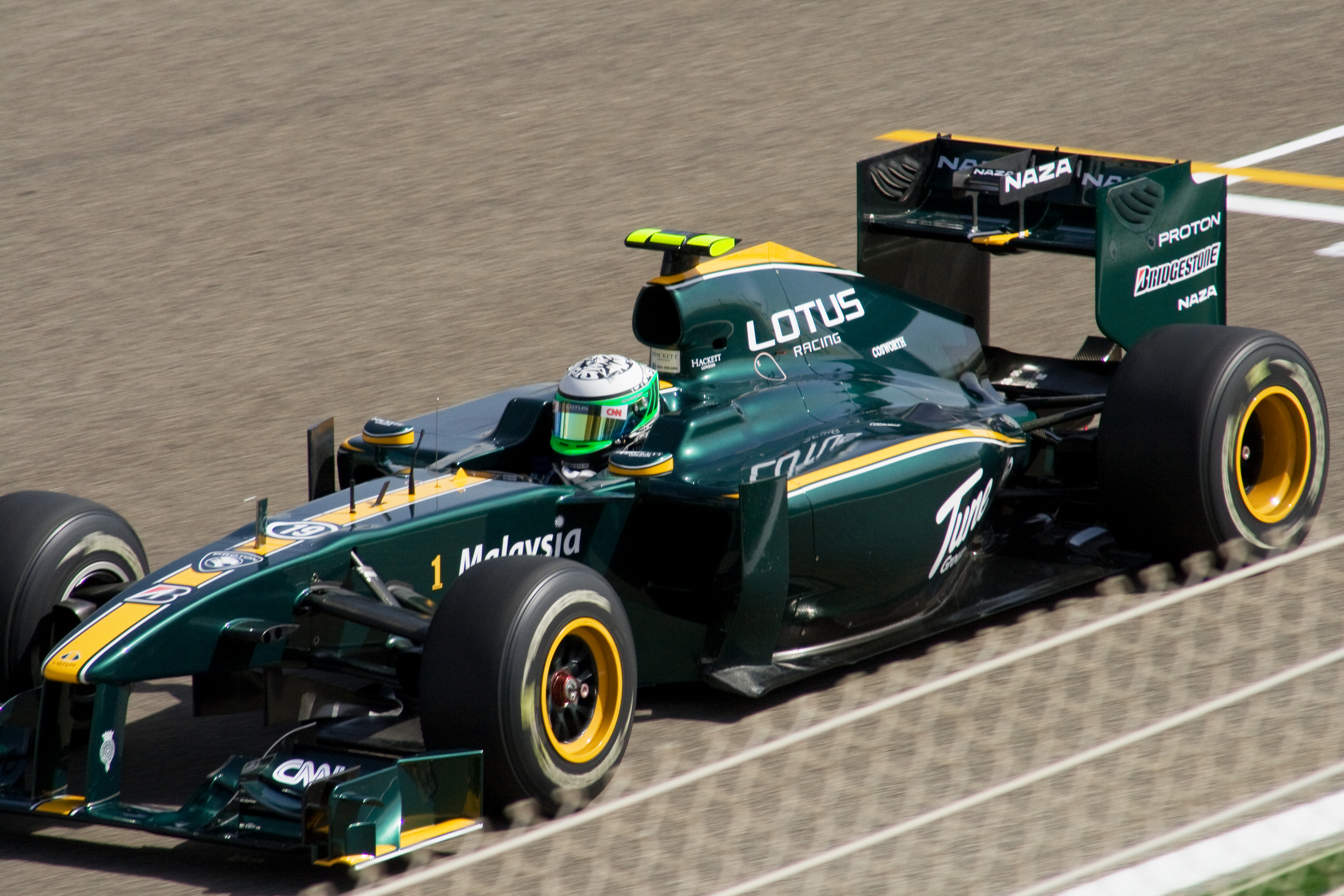
Heikki Kovalainen při Grand Prix Bahrajnu

Vzhledem k relativně pozdnímu přijetí týmu do soutěže až v září roku 2009 začaly práce na monopostu označeném Lotus T127 pozdě. První test nové formule proběhl již v únoru na okruhu Silverstone. Oficiálně byl vůz představen o tři dny později, 12. února. Dodavatelem motorů byl Cosworth a převodovky tým nakupoval od společnosti Xtrac.
Jména jezdců pro první sezónu byla oznámena v prosinci roku 2009, piloty Lotusu se stali Ital Jarno Trulli (přišel z Toyoty) a Fin Heikki Kovalainen (přišel z McLarenu). Jezdecké složení doplnil ještě testovací a rezervní pilot Fairuz Fauzy z Malajsie.
První Grand Prix, které se Lotus Racing zúčastnil byla Grand Prix Bahrajnu, kde byli oba piloti klasifikováni na 15. respektive 17. místě, přestože 17. Trulli závod nedokončil kvůli technickým problémům v posledním kole. I když se Lotusu nepovedlo získat ani jeden bod, nakonec v celkovém pořadí poháru konstruktéru obsadil 10. místo (díky 12. místu Kovalainena z Japonska) před dalšími novými týmy Hispanií a Virginem.

### Sezóna 2011

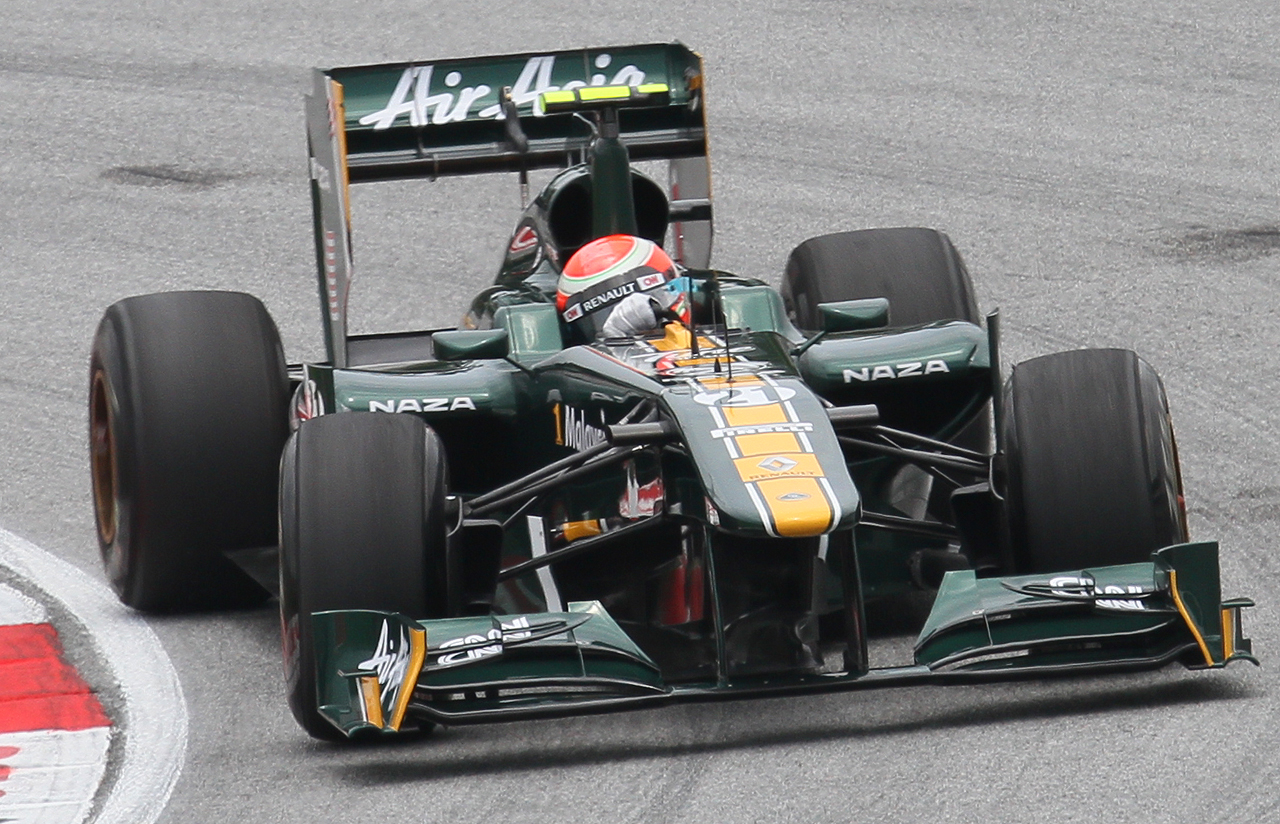
Jarno Trulli v Malajsii

5. října 2010 Lotus oznámil, že uzavřel dohodu s Red Bull Technology na dodávku převodovek a hydrauliky od sezóny 2010. Do týmu pak s vývojem auta přišlo pomoci několik zaměstnanců Force Indie. 24. října tým potvrdil stavbu aerodynamického tunelu ve svém britském sídle. Při Grand Prix Velké Británie 2010 pak Lotus oznámil, že pro sezónu 2011 dojde k přejmenování týmu na Team Lotus a že novým dodavatelem motorů se stane Renault. Nové auto, Lotus T128, bylo představeno 31. ledna 2010.
V březnu Lotus představil Luize Raziu a Davida Valsecchiho (piloty sesterského týmu AisAsia z GP2) jako rezervního respektive testovacího pilota, kteří měli nastoupit do několika pátečních tréninků. O pár dní později se k nim přidal Karun Chandhok. Závodními piloty zůstala dvojice Trulli—Kovalainen
I když T128 představoval značný pokrok oproti svému předchůdci, Lotusu se nepodařilo dotáhnout se na zaběhlejší týmy a znovu tak skončil na 10. mstě s nula body v poháru konstruktérů před Hispanií a Virginem.

## Spor o jméno
Tým Lotus Racing původně získal licenci k použití jména Lotus od společnosti Group Lotus (mateřská společnost Lotus Cars), kterou vlastnil Proton. Tato licence však byla Group Lotus odvolána v září 2010 po dohodě s Protonem, oficiálně jako důvod uvedl "zřejmé a vytrvalé porušení licence" týmem Lotus Racing.
24. září 2010 Tony Fernandes oznámil, že získal právo k použití jména Team Lotus, které odkoupil od Davida Hunta. Hunt toto jméno vlastnil od roku 1994, kdy se původní Team Lotus Colina Chapmana ocitl v bankrotu. Současně tak Lotus Racing dostal nové jméno Team Lotus pro sezónu 2011.
O tři dny později přišel Proton s vyjádřením, že Lotus Cars vlastní veškerá práva ke značce Lotus ve všech automobilových doménách, včetně Formule 1, a tedy že Fernandes nemůže využít jméno Team Lotus koupené od Hunta. Lotus Cars podnikl právní kroky proti Fernandesovi, který údajně nemohl koupit práva od Hunta, protože ten nikdy nebyl v pozici, kdy by je mohl někomu prodat. Objevili se spekulace, že se Lotus Cars snaží zabránit Fernandesovi používat jméno Lotus, protože sama automobilka se chystá ke vstupu do Formule 1. V prosinci 2010 pak Group Lotus oznámila nákup podílu v týmu Renault F1, jehož sponzorem pro sezónu 2011 se stala. Ten se tak přejmenoval na Lotus-Renalt GP. V soutěži tak v roce 2011 působily dva týmy jménem Lotus, navíc oba s motory Renault.
23. prosince pak Clive Chapman, syn Colina Chapmana, vyjádřil jménem celé rodiny jednoznačnou podporu skupině Group Lotus v pokračujícím sporu. Současně prohlásil, že by byl rád, kdyby ve Formuli 1 nestartoval žádný tým s název Team Lotus.
V lednu 2011 určil Vrchní soud v Londýně (High Court of Justice) datum pro soudní přelíčení na 21. března. Spor se však neměl vést o vlastnictví jména Lotus, ale o ukončení dohody mezi Group Lotus a Fernandesem, který tvrdil, že ukončení bylo protiprávní. Spor o vlastnictví jména se vedl později téhož roku.
Při představení Renaultu R31 ve Španělsku se šéf Lotus-Renault GP nechal slyšet, že předmětem sporu je ve skutečnosti odměna z televizních práv, kterou jednotlivé týmy Formule 1 dostávají za umístění v předchozí sezóně. Pokud by Fernandes musel svůj tým přejmenovat, tato prémie by propadla.
Dne 27. května 2011 rozhodl Vrchní soud, že tým Tonyho Fernandese bude moci nadále nést jméno a logo Team Lotus a potvrdil tak platnost nákupu jména od Hunta. Soud současně rozhodl, že Group Lotus má výsadní právo na značku a logo Lotus stejně tak jako původní černo zlaté zbarvení, se kterým může vstoupit do Formule 1. Team Lotus měl zaplatit odškodnění Group Lotus za poručení licence za sezónu 2010, kdy se tým jmenoval Lotus Racing.
Team Lotus se nakonec pro sezónu 2012 dočkal další změny jména, když Fernandes odkoupil automobilku Caterham Cars a tým přejmenoval na Caterham F1 Team.

## Kompletní výsledky ve Formuli 1
| Legenda k tabulce | Legenda k tabulce                                                                       |
| Barva             | Výsledek                                                                                |
| ----------------- | --------------------------------------------------------------------------------------- |
| Zlatá             | Vítěz                                                                                   |
| Stříbrná          | 2. místo                                                                                |
| Bronzová          | 3. místo                                                                                |
| Zelená            | Bodované umístění                                                                       |
| Modrá             | Nebodované umístění                                                                     |
| Modrá             | Dokončil neklasifikován (NC)                                                            |
| Fialová           | Odstoupil (Ret)                                                                         |
| Červená           | Nekvalifikoval se (DNQ)                                                                 |
| Červená           | Nepředkvalifikoval se (DNPQ)                                                            |
| Černá             | Diskvalifikován (DSQ)                                                                   |
| Bílá              | Nestartoval (DNS)                                                                       |
| Bílá              | Závod zrušen (C)                                                                        |
| Světle modrá      | Pouze trénoval (PO)                                                                     |
| Světle modrá      | Páteční testovací jezdec (TD)                                                           |
| Bez barvy         | Netrénoval (DNP)                                                                        |
| Bez barvy         | Vyřazen (EX)                                                                            |
| Bez barvy         | Nepřijel (DNA)                                                                          |
| Bez barvy         | Odvolal účast (WD)                                                                      |
| Bez barvy         | Nezúčastnil se (prázdné)                                                                |
| Označení          | Význam                                                                                  |
| Tučnost           | Pole position                                                                           |
| Kurzíva           | Nejrychlejší kolo                                                                       |
| †                 | Jezdec nedojel do cíle, ale byl klasifikován, protože odjel více než 90 % délky závodu. |
| ‡                 | Byl udělován poloviční počet bodů, protože bylo odjeto méně než 75 % délky závodu.      |
| Horní index       | Umístění bodujících jezdců ve sprintu                                                   |

| Rok  | Šasi | Motor                    | Pneu | Jezdci            | 1   | 2   | 3   | 4   | 5   | 6   | 7   | 8   | 9   | 10  | 11  | 12  | 13  | 14  | 15  | 16  | 17  | 18  | 19  | Body | Umístění  |
| ---- | ---- | ------------------------ | ---- | ----------------- | --- | --- | --- | --- | --- | --- | --- | --- | --- | --- | --- | --- | --- | --- | --- | --- | --- | --- | --- | ---- | --------- |
| 2010 | T127 | Cosworth CA2010 2.4 V8   | B    |                   | BHR | AUS | MAL | CHN | ESP | MON | TUR | CAN | EUR | GBR | GER | HUN | BEL | ITA | SIN | JPN | KOR | BRA | ABU | 0    | 10. místo |
| 2010 | T127 | Cosworth CA2010 2.4 V8   | B    | Jarno Trulli      | 17† | DNS | 17  | Ret | 17  | 15† | Ret | Ret | 21  | 16  | Ret | 15  | 19  | Ret | Ret | 13  | Ret | 19  | 21† | 0    | 10. místo |
| 2010 | T127 | Cosworth CA2010 2.4 V8   | B    | Heikki Kovalainen | 15  | 13  | NC  | 14  | DNS | Ret | Ret | 16  | Ret | 17  | Ret | 14  | 16  | 18  | 16† | 12  | 13  | 18  | 17  | 0    | 10. místo |
| 2011 | T128 | Renault RS27-2011 2.4 V8 | P    |                   | AUS | MAL | CHN | TUR | ESP | MON | CAN | EUR | GBR | GER | HUN | BEL | ITA | SIN | JPN | KOR | IND | ABU | BRA | 0    | 10. místo |
| 2011 | T128 | Renault RS27-2011 2.4 V8 | P    | Heikki Kovalainen | Ret | 15  | 16  | 19  | Ret | 14  | Ret | 19  | Ret | 16  | Ret | 15  | 13  | 16  | 18  | 14  | 14  | 17  | 16  | 0    | 10. místo |
| 2011 | T128 | Renault RS27-2011 2.4 V8 | P    | Jarno Trulli      | 13  | Ret | 19  | 18  | 18  | 13  | 16  | 20  | Ret |     | Ret | 14  | 14  | Ret | 19  | 17  | 19  | 18  | 18  | 0    | 10. místo |
| 2011 | T128 | Renault RS27-2011 2.4 V8 | P    | Karun Chandhok    |     |     |     |     |     |     |     |     |     | 20  |     |     |     |     |     |     |     |     |     | 0    | 10. místo |